# عملية التركيز الجنوبي

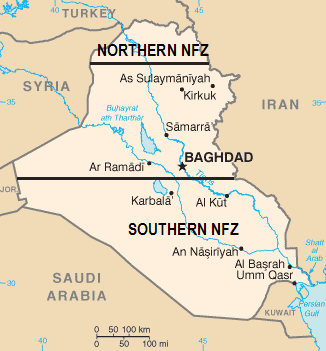
خريطة توضح مناطق حظر الطيران في العراق

كانت عملية التركيز الجنوبي (بالإنجليزية: Operation Southern Focus)‏ فترة في الأشهر التي سبقت غزو العراق في عام 2003 (المسماة «عملية حرية العراق» في الولايات المتحدة) زادت فيها ردود الفعل العسكرية على انتهاكات مناطق حظر الطيران في جنوب العراق، مع زيادة كثافة قصف منشآت مدفعية الدفاع الجوي والمجمعات العسكرية الأخرى. وشهدت أيضا فترة زيادة جمع المعلومات الاستخباراتية. واستمرت العملية من يونيو 2002 حتى بداية الغزو في مارس 2003. وكان القصد منها أن تكون فترة «تليين» قبل الغزو، مما يؤدي إلى تدهور قدرات الدفاع الجوي والاتصال للعراق. كشف اللفتنانت جنرال تي. مايكل موزلي عن وجود العملية في منتصف عام 2003.

## العملية
لم يعلن عن العملية علنا في ذلك الوقت، وقيل إنها مجرد تكثيف لعملية المراقبة الجنوبية القائمة بالفعل. وعندما بدأت، ذكرت وزارة الدفاع الأمريكية والقيادة المركزية الأمريكية أن تزايد عدد عمليات القصف بالقنابل على المنشآت العراقية في المنطقة لم يكن إلا رداً على المزيد من الهجمات التي تشنها قوات الدفاع الجوي في ذلك البلد. وكانت مناطق حظر الطيران العراقية قد شهدت دوريات مستمرة منذ نهاية حرب الخليج عام 1991، وكانت عمليات القصف التي قامت بها الطائرات المقاتلة الأمريكية وطائرات التحالف قد جرت بشكل منتظم. غير أن عملية التركيز الجنوبي شهدت مزيدا من الاشتباكات. ردت قوات التحالف على 651 هجوما بإسقاط 606 قنابل على 391 هدفا خلال العملية.

## استخدام القنابل
زادت حمولة القنابل التي تم إسقاطها من صفر في مارس 2002 و0.3 في أبريل 2002 إلى ما بين 7 و14 طنا شهريا في مايو–أغسطس، لتصل إلى ذروة ما قبل الحرب حيث بلغت 54.6 طنا في سبتمبر - قبل موافقة الكونغرس في 11 أكتوبر بالغزو. وشملت الهجمات التي وقعت في سبتمبر قيام 100 طائرة بهجوم على موقع الدفاع الجوي الرئيسي في غرب العراق.
ووفقا لنيو ستيتزمان، كان هذا «يقع في أقصى أقصى الحدود من منطقة حظر الطيران الجنوبية، بعيدا عن المناطق التي كانت بحاجة إلى القيام بدوريات لمنع الهجمات على الشيعة، فقد تم تدميره ليس لأنه كان تهديدا للدوريات، ولكن للسماح للقوات الخاصة المتحالفة العاملة من الأردن بدخول العراق دون أن يتم اكتشافها.»

## النجاح
وقد تحقق نجاح العراق الوحيد في 23 ديسمبر 2002 عندما كانت طائرة بدون طيار من طراز RQ-1 بريديتور تابعة للقوات الجوية الأمريكية مسلحة تجريبيا بصواريخ من طراز AIM-92 ستينغرز وأرسلت للقيام بدوريات في منطقة حظر الطيران في محاولة لاستدراج المقاتلين العراقيين في القتال. تم رصدها من قبل اثنين من طائرات ميج-23 العراقية وهوجمت، ولكن كلتا الطائرتين لم تتمكن من تحقيق تحديد للموقع. وبعد ذلك سارعت طائرة ميج-25 من السرب الأول المقاتل الاعتراضي للمساعدة. أطلقت كلتا الطائرتين صواريخ على بعضهما البعض، ولكن الطائرة العراقية كانت خارج مدى ستينغر لذلك عجز الصاروخ الأمريكي. الصاروخ العراقي ضرب البريديتور، ودمرها. كانت هذه هي المرة الأولى التي تستخدم فيها طائرة بدون طيار في المعارك الجوية.
وقد حدث أول استخدام قتالي لطائرة مقاتلة جديدة من طراز إف/إيه-18إي/إف سوبر هورنت التابعة للبحرية الأمريكية في نوفمبر 2002 خلال عملية ساوثرن فوكس، عندما ضربت طائرات من سرب مقاتلة سترايك 115 (VFA-115) التي كانت تحلق من حاملة الطائرات الأمريكية أبراهام لينكولن (CVN-72) مواقع صواريخ أرض - جو وأهداف القيادة والسيطرة بالقرب من الكوت.